# Cvetak zanovetak
Cvetak zanovetak è il primo album in studio della cantante serba Ceca, pubblicato nel 1988.

## Tracce
1. Cvetak zanovetak
2. Želim te u mladosti
3. Đački spomenari
4. Veliko srce
5. Kuda žuriš
6. Očima te pijem
7. Detelina sa četiri lista
8. Eto, eto, prođe leto
9. Ja tebe hoću